# 서울 수국사 십육나한도
수국사 십육나한도(守國寺 十六羅漢圖)는 서울특별시 은평구 갈현동, 수국사에 있는 대한제국시대의 나한도이다. 2007년 12월 27일 서울특별시의 유형문화재 제243호로 지정되었다.

## 개요
1907년에 편수 보암긍법(普庵肯法), 두흠(斗欽), 금어 봉감(奉鑑), 법연(法沿)범천(梵天) 등이 조성한 아미타후불화로, 대시주인 강문환ㆍ강재희가 황명을 받들어 황제, 황태자, 태자비, 귀비 엄씨, 의친왕과 비, 영친왕 등의 성수만세(聖壽萬歲)를 기원하며 제작한 것이다.
중앙의 커다란 광배 속에 석가모니 삼존을 배치하고 좌우의 화면을 3단의 격자형으로 분할한 뒤 16나한 각각을 그려 넣었다. 16나한의 배치는 화면의 왼쪽(향우) 하단부 안쪽에서부터 제1존자(빈도라), 제3존자(가나가바라타자), 제5존자(나쿠라)가 배치되었으며, 중간단의 안쪽에서 바깥쪽으로 제7존자도(카리카), 제9존자도(지바카), 상단부의 안쪽에서 바깥쪽으로 제11존자(라후라), 제13존자(안가다), 제15존자(아지타)가 각각 배치되었다. 오른쪽(향우) 부분에는 하단부 안쪽에서부터 제2존자(가나가바차), 제4존자(소빈다), 제6존자(바다라), 중단부 안쪽에서 바깥쪽으로 제8존자(바자라푸트라), 제10존자(반타카), 상단부 안쪽에서 바깥쪽으로 제12존자(나가세나), 제14존자(바나바시), 제16존자(수다판타카)의 순으로 배치하였다. 향우측(홀수번호) 나한도에는 화면의 향좌측 상단부에, 향우측 (짝수번호) 나한도에는 화면의 향우측 상단부에 赤地欄을 만들어 각각의 나한의 이름을 적었다.
화면의 중앙에 위치한 석가모니삼존은 커다란 광배를 배경으로 삼존 모두 결가부좌하였는데, 항마촉지인을 짓고 가부좌를 한 석가모니의 모습은 가는 눈썹과 눈 그리고 좁은 입술과 높게 솟은 육계 등이 수국사아미타여래도(1907년)의 본존불과 매우 유사하다. 오른쪽 어깨를 완전하게 드러낸 우견편단의 대의에는 아미타불의 대의와 유사한 색 문양과 금문양 등으로 화려하게 묘사되어 있다. 석가모니의 좌우에는 협시보살이 청련의 연화대좌에 편안한 자세로 결가부좌하고 있는데, 이중 왼쪽 협시보살은 손에 아무것도 들고 있지 않으나 오른쪽 협시보살은 두 손으로 흰 백련을 받들고 있다. 이 두 보살은 십육나한과 함께 묘사된 점으로 미루어 왼쪽은 미륵보살, 오른쪽은 제화갈라보살 등 수기삼존을 배치한 것으로 추정되지만 지물만으로는 확실하지 않다. 석가모니삼존을 두르고 있는 신광 내부를 모두 금박으로 붙여 화면 중앙에서 광명이 퍼져나가는 듯한 느낌을 준다.
석가모니 삼존의 좌우, 일정하게 분할된 사각형의 틀 속에서 각기 개성있게 묘사된 16나한은 산 또는 계곡을 배경으로 묘사되어 있다. 제12존자(나가세나)와 제13존자(안가다)를 제외한 나한들은 모두 1명 내지 2명의 동자 또는 공양자들을 거느리고 있는데, 사각형의 틀 속에 각기 따로 묘사된 나한들의 상황 묘사는 매우 뛰어나며 해학적으로 묘사되어 있다. 나한들은 유사한 크기로 묘사되었고 그 색감과 필선은 매우 수려하다. 특히 나한의 옷과 각종 지물에는 금니를 많이 사용하여 그림으로서 화면이 화려하면서도 품격이 높아 보인다.
채색은 적색과 녹색을 주조로 사용하면서 육색과 금박, 금니, 청색, 황색, 갈색 등을 함께 사용하였는데, 청색의 남용을 자제하고 차분하면서도 명도가 높은 채색을 설채함으로써 차분하면서 안정적인 색감을 보여준다.
수국사 16나한도는 석가모니삼존과 16나한을 묘사한 불화로서, 사각형으로 분할된 면 속에 16나한을 하나씩 묘사한 독특한 구도를 보여주는 작품이다. 이러한 화면분할식 구도는 19세기말~20세기초반 서울·경기지역의 팔상도, 나한도, 구품탱 등에 사용된 구도로서 나한들은 일정한 사각형의 틀 속에 묘사되고 있어서 전체적으로 정돈된 느낌을 준다. 또한 이 그림은 왕실발원의 불화답게 금박과 금니의 사용이 많이 보이며, 안정적인 필선과 형태, 조화로운 채색 등이 돋보인다.

## 참고 자료
- 수국사 십육나한도 - 국가유산청 국가유산포털